# Beardmore W.B.III
Beardmore WB.III là một loại máy bay tiêm kích trên tàu sân bay của Anh trong Chiến tranh thế giới I.

## Quốc gia sử dụng
Anh Quốc
- Không quân Hải quân Hoàng gia

## Tính năng kỹ chiến thuật
Dữ liệu lấy từ 
Đặc điểm tổng quát
- Kíp lái: 1
- Chiều dài: 20 ft 3 in (6,16 m)
- Sải cánh: 25 ft (7,62 m)
- Chiều cao: 8 ft 1 in (2,47 m)
- Diện tích cánh: 243 sq ft (22,6 m2)
- Trọng lượng rỗng: 890 lb (400 kg)
- Trọng lượng có tải: 1.290 lb (585 kg)
- Động cơ: 1 × Le Rhône 9C, 80 hp (60 kW)

 Hiệu suất bay 
- Vận tốc cực đại: 103 mph (166 km/h)
- Trần bay: 12.400 ft (3.780 m)
- Vận tốc lên cao: 534 ft/phút (2,7 m/s)

Trang bị vũ khí

- Súng: 1 × súng máy Lewis.303 in